# Litauische Basketballnationalmannschaft
Die litauische Basketballnationalmannschaft repräsentiert Litauen bei internationalen Spielen und bei Freundschaftsspielen. Da Basketball in Litauen einem Nationalsport gleichkommt, bringt das Land regelmäßig Spieler von internationaler Klasse hervor. Den bislang letzten großen Triumph feierte die Mannschaft 2003 mit dem EM-Sieg.

## Geschichte
Bereits 1937 und 1939 konnten sich litauische Mannschaften bei den zweiten bzw. dritten jemals ausgetragenen Europameisterschaften den Titel sichern, letztere im heimischen Kaunas angeführt von Frank Lubin.
Nach dem Zweiten Weltkrieg, in dem Litauen seine Unabhängigkeit verloren hatte, konnten zahlreiche litauische Spieler Erfolge mit den Auswahlen der Sowjetunion feiern. Neben Kazys Petkevičius und dem Olympiasieger 1972 Modestas Paulauskas war es vor allem die sog. Goldene Generation des litauischen Basketballs um Arvydas Sabonis, Šarūnas Marčiulionis, Rimas Kurtinaitis und Valdemaras Chomičius, die noch für die Sowjetunion 1988 Olympiasieger wurde und dann nach der wiedergewonnenen Unabhängigkeit eine neue Ära litauischer Erfolge einleitete.
1992 erreichte die Mannschaft auf Anhieb das Halbfinale der Olympischen Spiele. Neben den altgedienten Kräften waren bereits jüngere Spieler wie Artūras Karnišovas und Gintaras Einikis im Kader. Auch die EM 1995 verlief mit dem Finaleinzug erfolgreich. Bei den Olympischen Spielen 1996 konnte Litauen den Erfolg von 1992 bestätigen, diesmal mit Mindaugas Žukauskas, Darius Lukminas und Saulius Štombergas als neuen Leistungsträgern.
Inzwischen jedoch war die Goldene Generation in die Jahre gekommen, sodass diese Spieler an der folgenden Europameisterschaft sowie der ersten Weltmeisterschaft einer litauischen Auswahl nicht mehr teilnahmen. Somit folgten vergleichsweise enttäuschende Resultate, obwohl Sabonis bei der EM 1999 ein letztes Mal für Litauen spielte. In Žydrūnas Ilgauskas war zwar sein potenzieller Nachfolger gefunden, doch aufgrund von Befürchtungen, er könne sich verletzen, erhielt Ilgauskas nicht die Freigabe vom NBA-Team Cleveland Cavaliers.
Bei den Olympischen Spielen 2000, als Litauen erneut Bronze gewann, waren Šarūnas Jasikevičius, Ramūnas Šiškauskas und Darius Songaila als neue Leistungsträger hinzugekommen. Neben diesen sowie erfahreneren Spielern wie Štombergas und Eurelijus Žukauskas war es Arvydas Macijauskas, der als Topscorer der Mannschaft den Sieg bei der EM 2003 und damit den größten Erfolg seit der erneuten Unabhängigkeit ermöglichte, nachdem man zuvor durch die verpasste Qualifikation für die WM 2002 noch einen Rückschlag erlitten hatte. Jasikevičius wurde zudem zum wertvollsten Spieler des Turniers gewählt.
2004 erreichte Litauen zum vierten Mal hintereinander das Halbfinale bei Olympischen Spielen, blieb jedoch erstmals ohne Medaille. Es folgten Viertelfinal-Niederlagen bei der EM 2005 und der WM 2006. Neben Ilgauskas hatte auch Jasikevičius, inzwischen ebenfalls in der NBA aktiv, für die WM keine Freigabe bekommen. Bei der Europameisterschaft 2007 gewann Litauen die Bronzemedaille und qualifizierte sich erneut für die Olympischen Spiele, wo sie wiederum das Halbfinale erreichte. Ohne Jasikevičius und Šiškauskas gewann die Mannschaft bei der EM 2009 nur ein Spiel und schied nach der Zwischenrunde aus. Bei der Weltmeisterschaft 2010 in der Türkei belegte Litauen hinter den USA und Türkei den dritten Platz. Dementsprechend ging die litauische Mannschaft als Mit-Favorit in die Heim-EM 2011, schied dort aber überraschend bereits im Viertelfinale gegen Mazedonien aus.
Bei der EM 2013 kam man anfangs nur schwer in Tritt, in der Gruppe mit Serbien, Mazedonien, Bosnien-Herzegowina, Lettland und Montenegro war man der Favorit auf dem ersten Platz, man verlor jedoch gegen Serbien (welche eine unerfahrene Mannschaft ins Turnier schickten) und auch gegen Bosnien-Herzegowina, gegen Montenegro gewann man erst nach Verlängerung knapp. In der Zwischenrunde fand die Mannschaft, die neben Leistungsträgern wie Linas Kleiza oder den Lavrinovič-Brüdern auch junge Spieler wie Jonas Valančiūnas oder Donatas Motiejūnas stellte, immer besser ins Turnier. Es folgten klare Siege gegen Belgien, Frankreich und Ukraine. Im Viertelfinale setzte man sich knapp gegen Italien durch. Im Halbfinale besiegte Litauen das überraschend starke Team aus Kroatien mit 77:62 und zog das erste Mal nach 2003 ins EM-Finale ein, das man mit 66:80 gegen Frankreich verlor.
Bei der WM 2014 erreichten die Litauer nach Vorrundensiegen gegen Mexiko, Angola, Südkorea und Slowenien das Achtelfinale. Nur das Spiel gegen Australien wurde verloren. Nachdem man Neuseeland und die Türkei in den darauffolgenden K.-o.-Spielen besiegt hatte, traf man im Halbfinale auf die favorisierten Amerikaner, gegen die man deutlich mit 68–96 verlor. Beim anschließenden Spiel um Platz drei, verlor Litauen knapp gegen Frankreich mit 93–95 und erreichte somit Platz vier.
Bei der EM 2015 gingen die Litauer als einer der Favoriten ins Turnier. Litauen gewann vier der fünf Vorrundenspiele und qualifizierte sich somit für das Achtelfinale. Die darauffolgenden K.-o.-Spiele gegen Georgien, Italien und Serbien wurden ebenfalls eng gewonnen. Im Finale traf man auf die Spanier um Starspieler Pau Gasol. Dieser ließ Litauen keine Chance und man unterlag deutlich mit 63–80. Jonas Valančiūnas und Jonas Mačiulis wurden für ihre guten Leistungen während des Turniers ausgezeichnet und in das All-Tournament-Team berufen.

## Kader
| Spieler | Spieler              | Spieler           | Spieler | Spieler | Spieler  | Spieler               |
| Nr.     | Name                 | Geburt            | Größe   | Info    | Einsätze | Verein                |
| ------- | -------------------- | ----------------- | ------- | ------- | -------- | --------------------- |
|         |                      | Guards (PG, SG)   |         |         |          |                       |
| 5       | Margiris Normantas   | 27.10.1996        | 193 cm  |         |          | BC Rytas              |
| 13      | Rokas Jokubaitis     | 19.11.2000        | 193 cm  |         |          | FC Barcelona          |
| 31      | Vaidas Kariniauskas  | 16.11.1993        | 199 cm  |         |          | M Basket              |
| 33      | Tomas Dimša          | 02.01.1994        | 195 cm  |         |          | Žalgiris Kaunas       |
|         |                      | Forwards (SF, PF) |         |         |          |                       |
| 8       | Tadas Sedekerskis    | 17.01.1998        | 206 cm  |         |          | Saski Baskonia        |
| 9       | Ignas Brazdeikis     | 08.01.1999        | 201 cm  |         |          | Žalgiris Kaunas       |
| 19      | Mindaugas Kuzminskas | 19.10.1989        | 206 cm  |         |          | AEK Athen             |
| 22      | Eimantas Bendžius    | 23.04.1990        | 207 cm  |         |          | Dinamo Sassari        |
| 91      | Deividas Sirvydis    | 10.06.2000        | 201 cm  |         |          | Lietkabelis Panevėžys |
|         |                      | Center (C)        |         |         |          |                       |
| 12      | Gabrielius Maldūnas  | 19.04.1993        | 206 cm  |         |          | Lietkabelis Panevėžys |
| 17      | Jonas Valančiūnas    | 06.05.1992        | 211 cm  |         |          | New Orleans Pelicans  |
| 20      | Donatas Motiejūnas   | 20.09.1990        | 213 cm  |         |          | AS Monaco             |

| Trainer | Trainer          | Trainer         |
| Nat.    | Name             | Position        |
| ------- | ---------------- | --------------- |
| Litauen | Kazys Maksvytis  | Head Coach      |
| Litauen | Giedrius Žibènas | Assistenz-Coach |

| Legende                | Legende            |
| Abk.                   | Bedeutung          |
| ---------------------- | ------------------ |
| (C)                    | Mannschaftskapitän |
| Quellen                |                    |
| Teamhomepage           |                    |
| Ligahomepage           |                    |
| Stand: 24. August 2023 |                    |

| Legende                | Legende            |
| Abk.                   | Bedeutung          |
| ---------------------- | ------------------ |
| (C)                    | Mannschaftskapitän |
| Quellen                |                    |
| Teamhomepage           |                    |
| Ligahomepage           |                    |
| Stand: 24. August 2023 |                    |

## Ehemalige Kader
| Nr. | Name                 | Geburtsdatum    | Größe  | Position | Einsätze vor der WM | Club                  |
| --- | -------------------- | --------------- | ------ | -------- | ------------------- | --------------------- |
| 5   | Margiris Normantas   | 27.10.1996      | 193 cm | Guard    |                     | BC Rytas              |
| 13  | Rokas Jokubaitis     | 19.11.2000      | 193 cm | Guard    |                     | FC Barcelona          |
| 31  | Vaidas Kariniauskas  | 16.11.1993      | 199 cm | Guard    |                     | M Basket              |
| 33  | Tomas Dimša          | 02.01.1994      | 195 cm | Guard    |                     | Žalgiris Kaunas       |
| 8   | Tadas Sedekerskis    | 17.01.1998      | 206 cm | Forward  |                     | Saski Baskonia        |
| 9   | Iggy Brazdeikis      | 08.01.1999      | 201 cm | Forward  |                     | Žalgiris Kaunas       |
| 19  | Mindaugas Kuzminskas | 19.10.1989      | 206 cm | Forward  |                     | AEK Athen             |
| 22  | Eimantas Bendžius    | 23.04.1990      | 207 cm | Forward  |                     | Dinamo Sassari        |
| 91  | Deividas Sirvydis    | 10.06.2000      | 201 cm | Forward  |                     | Lietkabelis Panevėžys |
| 12  | Gabrielius Maldūnas  | 19.04.1993      | 206 cm | Center   |                     | Lietkabelis Panevėžys |
| 17  | Jonas Valančiūnas    | 06.05.1992      | 211 cm | Center   |                     | New Orleans Pelicans  |
| 20  | Donatas Motiejūnas   | 20.09.1990      | 213 cm | Center   |                     | AS Monaco             |
|     | Kazys Maksvytis      | Head Coach      |        |          |                     |                       |
|     | Giedrius Žibènas     | Assistenz-Coach |        |          |                     |                       |

| Nr. | Name                 | Position       | Geburtsdatum | Größe  | Einsätze | Club                       |
| --- | -------------------- | -------------- | ------------ | ------ | -------- | -------------------------- |
| 5   | Mantas Kalnietis     | Guard          | 06.09.1986   | 195 cm |          | Žalgiris Kaunas            |
| 13  | Rokas Jokubaitis     | Guard          | 19.11.2000   | 193 cm |          | Žalgiris Kaunas            |
| 33  | Tomas Dimša          | Guard          | 02.01.1994   | 195 cm |          | Žalgiris Kaunas            |
| 40  | Marius Grigonis      | Guard          | 26.04.1994   | 198 cm |          | PBK ZSKA Moskau            |
| 43  | Lukas Lekavičius     | Guard          | 30.04.1994   | 184 cm |          | Žalgiris Kaunas            |
| 19  | Mindaugas Kuzminskas | Forward        | 19.10.1989   | 206 cm |          | Lokomotive Kuban Krasnodar |
| 21  | Gytis Masiulis       | Forward        | 10.04.1998   | 206 cm |          | Lietkabelis Panevėžys      |
| 22  | Eimantas Bendžius    | Forward        | 23.04.1990   | 207 cm |          | Dinamo Sassari             |
| 31  | Rokas Giedraitis     | Forward        | 16.08.1992   | 200 cm |          | Saski Baskonia             |
| 51  | Arnas Butkevičius    | Forward        | 22.10.1992   | 196 cm |          | BC Rytas                   |
| 11  | Domantas Sabonis     | Center         | 03.05.1996   | 211 cm |          | Indiana Pacers             |
| 17  | Jonas Valančiūnas    | Center         | 06.05.1992   | 211 cm |          | Memphis Grizzlies          |
|     | Darius Maskoliūnas   | Head Coach     |              |        |          |                            |
|     | Tomas Masiulis       | Assistenzcoach |              |        |          |                            |
|     | Benas Matkevičius    | Assistenzcoach |              |        |          |                            |

## Abschneiden bei internationalen Turnieren

### Olympische Sommerspiele
| - 1936 – nicht teilgenommen - 1948 – 1988 – Teil der Sowjetunion - 1992 – Bronzemedaille - 1996 – Bronzemedaille | - 2000 – Bronzemedaille - 2004 – 4. Platz - 2008 – 4. Platz - 2012 – 8. Platz | - 2016 – Viertelfinale - 2020 – nicht qualifiziert |

### Weltmeisterschaften
| - 1950 – 1990 – Teil der Sowjetunion - 1994 – nicht qualifiziert - 1998 – 7. Platz | - 2002 – nicht qualifiziert - 2006 – 7. Platz - 2010 – Bronzemedaille | - 2014 – 4. Platz - 2019 – 9. Platz - 2023 – 6. Platz |

### Europameisterschaften
| - 1935 – nicht teilgenommen - 1937 – Goldmedaille - 1939 – Goldmedaille - 1946 – 1991 – Teil der Sowjetunion | - 1993 – nicht qualifiziert - 1995 – Silbermedaille - 1997 – 6. Platz - 1999 – 5. Platz | - 2001 – 11. Platz - 2003 – Goldmedaille - 2005 – 5. Platz - 2007 – Bronzemedaille | - 2009 – 11. Platz - 2011 – 5. Platz - 2013 – Silbermedaille - 2015 – Silbermedaille | - 2017 – 9. Platz - 2022 – 15. Platz |